# Референдум у Ліхтенштейні (1929)
Референдум про введення податку на алкоголь у Ліхтенштейні був проведений 26 травня 1929 року. Пропозиція була схвалена 53,9 % виборців.

## Результати референдуму
| Варіант                  | Голосів | %    |
| ------------------------ | ------- | ---- |
| За                       | 950     | 53,9 |
| Проти                    | 812     | 46,1 |
| Недійсних бюлетенів      | 86      | —    |
| Усього                   | 1848    | 100  |
| Число виборців/явка      | 2261    | 81,7 |
| Джерело: Nohlen & Stöver |         |      |

## Наслідки
За результатами референдуму податок на алкоголь був введений. Він є єдиним незалежним споживчим податком у Ліхтенштейні. Оподаткування в країні засновано, переважно, на угодах зі Швейцарією та здійснюється швейцарськими податковими органами за швейцарськими законами. Податок на алкоголь береться з виноградних вин і пива, а також інших аналогічних алкогольних напоїв та ігристих вин. Не обкладається цим податком лише напої, які споживаються безпосередньо в будинку виготовлювача. Податок протягом тривалого часу викликав незадоволення у готельного бізнесу, оскільки через нього спиртні напої в Ліхтенштейні дорожчі, ніж у сусідній Швейцарії, де такого податку не існує. У результаті в 1968 році був проведений ще один референдум по алкогольному податку. Однак, більшість виборців висловилися за його збереження. Податок підвищувався лише один раз і становить 10 %..